# Dematiaceae
Dematiaceae Fr., 1832 è una famiglia di funghi ascomiceti, appartenente all'ordine Helotiales.
Sono caratterizzate dal possedere delle ife e delle spore melanizzate, che risultano quindi colorate. Producono spore asessualmente esternamente al micelio, non hanno strutture riproduttive e il loro ciclo si limita a una ramificazione delle ife che si limitano a spezzarsi successivamente.
Tra questi funghi ricordiamo i Cladosporium.